# روز جهانی آموزش
روز جهانی آموزش یک روز بزرگداشت بین‌المللی سالانه است که در ۲۴ ژانویه برگزار می‌شود و به آموزش اختصاص دارد. در ۳ دسامبر ۲۰۱۸، مجمع عمومی سازمان ملل متحد قطعنامه ای را تصویب کرد که در آن روز ۲۴ ژانویه را به عنوان روز جهانی آموزش به منظور تجلیل از نقش آموزش در ایجاد صلح جهانی وتوسعه پایدار اعلام کرد..
هر سال در برخی کشورها و در برخی نهادهای جهانی مرتبط با آموزش مراسمی بر پا شده و در آنها ضرورت فرآیند آموزش بر دیگر گستره های انسانی یادآوری و گوشزد می شود. هر سال و به فراخور این روز متناسب با شرایط، گرفتاری ها و هدف های کوتاه و میان مدت نهاد آموزش و فراتر از آن، تم یا شعاری برگزیده شده و در راستای آن بیانیه ای مفهومی انتشار یافته و البته پیرامون آن، فعالیت هایی در سطح منطقه ای، ملی و جهانی انجام می گیرد.

## تاریخ
۲۴ ژانویه با قطعنامه ای که توسط مجمع عمومی سازمان ملل متحد (UNGA) در ۳ دسامبر ۲۰۱۸ به تصویب رسید، به عنوان روز جهانی آموزش اعلام شد. پس از آن، در ۲۴ ژانویه ۲۰۱۹ اولین روز جهانی آموزش جشن گرفته شد.